# Vielle-Louron
Vielle-Louron är en kommun i departementet Hautes-Pyrénées i regionen Occitanien i sydvästra Frankrike. Kommunen ligger i kantonen Bordères-Louron som tillhör arrondissementet Bagnères-de-Bigorre. År 2022 hade Vielle-Louron 81 invånare.

## Befolkningsutveckling
Antalet invånare i kommunen Vielle-Louron
| Referens: INSEE |